# Kilgore (Nebraska)
Kilgore je selo u američkoj saveznoj državi Nebraska. Prema popisu stanovništva iz 2010. u njemu je živjelo 77 stanovnika.